# Port lotniczy Dalbandin
Port lotniczy Dalbandin (IATA: DBA, ICAO: OPDB) – międzynarodowy port lotniczy położony w mieście Dalbandin, w prowincji Beludżystan, w Pakistanie.